# 蕭陶隗
萧陶隗（?—?），遼朝（契丹）将领，字乌古邻，宰相萧辖特六世孙。契丹著名畜牧业专家。
萧陶隗性情刚直，不惧权贵，每次大议，无视皇帝面有难色，毅然处决，所以有威重之名。咸雍五年（1069年）任马群太保，考查了当时的群牧情况，发现群牧治理冗乱，常以少为多，以无充有，上下相欺，积弊成风，遂上书建言，核实真数，著为定籍，使畜产蕃息。辽道宗采纳。辽道宗尝问其政，比之唐代魏征。大康初年，为夷离毕，掌管刑狱。大康九年（1083年），拜西南面招讨使。与萧兀纳谏止立耶律淳为嗣。背离权臣枢密使耶律乙辛之意，出为权知东京留守。大安七年（1091年），改任契丹行宫都部署。辽道宗问他耶律阿思、萧斡特剌优劣，萧陶隗说，萧斡特剌懦弱坏事，耶律阿思有才贪财。不得已而采用，萧斡特剌犹胜耶律阿思。辽道宗称其直言而不能用。耶律阿思为枢密使，恨上了萧陶隗。耶律阿思诬害他，免官。后起用为塌母城节度使，未行背疽而亡。

## 延伸阅读
[在维基数据编辑]
 《遼史·卷90》，出自脱脱《遼史》